# РСК Андерлехт
РСК „Андерлехт“ (на нидерландски: RSC Anderlecht) е футболен клуб от град-община Андерлехт (окръг Брюксел-Столица, Столичен регион Брюксел, Белгия.
Основан е през 1908 г. Това е най-успешният белгийски футболен отбор в Европа (с 5 трофеи). Тимът играе в Белгийската Про Лига – най-високото ниво на белгийския футбол.
„Андерлехт“ е и най-успешният белгийски тим на вътрешната сцена – 34 спечелени титли (рекорд за Белгия) и 9 национални купи. Към забележителните постижения на тима може да се прибави и това, че е рекордьор по спечелени поредни титли – 5 поред, в периода 1964-1968. Клубът е основан през 1908 година, като печели промоция за Про Лигата през 1922. Въпреки всичко първият му значим трофей идва след почти 40 години чакане – титлата на Белгия за сезон 1946/47. Оттогава насам Андерлехт никога не е финиширал сезона на място под 6-о. Клубът е на 12-о място в класацията на УЕФА за спечелени европейски трофеи и на 10-о място в класацията за най-добрите клубове в света за 20 век.

## Успехи

### Национални
Белгийска Про Лига
- Шампион (34): 1946/47, 1948/49, 1949/50, 1950/51, 1953/54, 1954/55, 1955/56, 1958/59, 1961/62, 1963/64, 1964/65, 1965/66, 1966/67, 1967/68, 1971/72, 1973/74, 1980/81, 1984/85, 1985/86, 1986/87, 1990/91, 1992/93, 1993/94, 1994/95, 1999/00, 2000/01, 2003/04, 2005/06, 2006/07, 2009/10, 2011/12, 2012/13, 2013/14, 2016/17
- Вицешампион (21): 1943/44, 1947/48, 1952/53, 1956/57, 1959/60, 1975/76, 1976/77, 1977/78, 1978/79, 1981/82, 1982/83, 1983/84, 1988/89, 1989/90, 1991/92, 1995/96, 2002/03, 2004/05, 2007/08, 2009/09, 2015/16
- Бронзов медалист (12): 1945/46, 1960/61, 1962/63, 1970/71, 1974/75, 1998/99, 2001/02, 2010/11, 2014/15, 2017/18, 2021/22, 2023/24

Втора дивизия
- Шампион (2): 1923/24, 1934/35

Купа на Белгия
- Носител (9): 1964/65, 1971/72, 1972/73, 1974/75, 1975/76, 1987/88, 1988/89, 1993/94, 2007/08
- Финалист (6): 1965/66, 1976/77, 1996/97, 2014/15, 2021/22, 2024/25

Купа на Лигата
- Носител (3): 1972/73, 1973/74, 1999/2000
- Финалист (2): 1974/75, 1985/86

Суперкупа на Белгия
- Носител (13): 1985, 1987, 1993, 1995, 2000, 2001, 2006, 2007, 2010, 2012, 2013, 2014, 2017

### Международни
Купа на носителите на купи
- Носител (2): 1976, 1978
- Финалист (2): 1977, 1990

Купа на панаирните градове
- Финалист (1): 1969-70

Купа на УЕФА/Лига Европа
- Носител (1): 1983
- Финалист (1): 1984

Суперкупа на УЕФА
- Носител (2): 1976, 1978

## Европейска статистика
| Турнир                          | Мачове | Победи | Равни | Загуби | Вкарани голове | Допуснати голове |
| ------------------------------- | ------ | ------ | ----- | ------ | -------------- | ---------------- |
| КЕШ / УЕФА Шампионска лига      | 170    | 64     | 37    | 69     | 248            | 261              |
| Купа на носителите на купи      | 44     | 29     | 3     | 12     | 86             | 34               |
| Купа на УЕФА / УЕФА Лига Европа | 120    | 60     | 30    | 30     | 211            | 133              |
| Суперкупа на УЕФА               | 4      | 2      | 0     | 2      | 9              | 6                |
| Общо                            | 338    | 155    | 70    | 104    | 554            | 434              |

## Легендарни футболисти
- Винченцо „Енцо“ Шифо
- Роб Ренсенбринк
- Валтер Баседжо
- Франки Ван Дер Елст
- Хуго Броос
- Томас Раджински
- Ервин Ванденберг